# Niederhövel

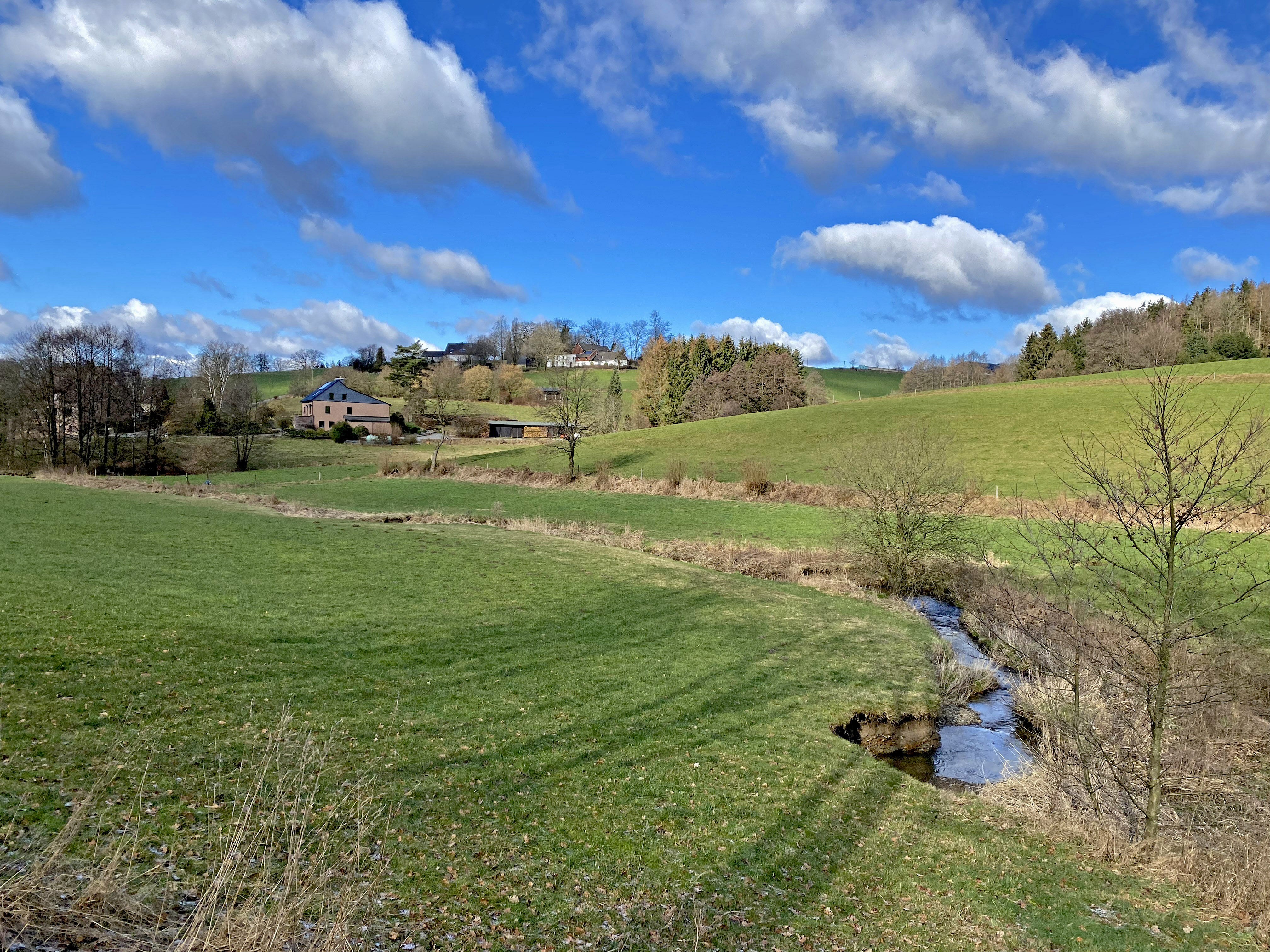
Niederhövel mit Bolsenbach

Niederhövel ist eine Hofschaft in Halver im Märkischen Kreis im Regierungsbezirk Arnsberg in Nordrhein-Westfalen (Deutschland).

## Lage und Beschreibung
Niederhövel liegt auf 390 Meter über Normalnull westlich vom Halveraner Hauptort oberhalb des Bolsenbachs. Nachbarorte sind neben dem Hauptort die Orte  Hesseln, Gesenberg, Hefendehl, Oberhövel und Altemühle. Der Ort ist über Nebenstraßen zu erreichen, die den Hauptort mit dem Ortsteil Eickerhöhe verbinden. 
Niederhövel besteht aus zwei Wohnplätzen, von denen der kleinere direkt am Bolsenbach auf 375 Meter über Normalnull liegt.

## Geschichte
Niederhövel wurde erstmals 1630 urkundlich erwähnt, die Entstehungszeit der Siedlung wird aber im Zeitraum zwischen 1300 und 1400 in der Folge der zweiten mittelalterlichen Rodungsperiode vermutet. Niederhövel war ein Abspliss des Hofes Oberhövel.
Im Jahre 1818 lebten 28 Einwohner im Ort. Laut der Ortschafts- und Entfernungs-Tabelle des Regierungs-Bezirks Arnsberg wurde Niederhövel unter dem Namen Niedern Hövel als Hof kategorisiert und besaß 1838 eine Einwohnerzahl von 27, allesamt evangelischen Glaubens. Der Ort gehörte zur Lausberger Bauerschaft innerhalb der Bürgermeisterei Halver und besaß drei Wohnhäuser und eine Fabrik beziehungsweise Mühle.
Das Gemeindelexikon für die Provinz Westfalen von 1887 gibt eine Zahl von 67 Einwohnern an, die in sechs Wohnhäusern lebten.